# Куп европских шампиона у рагбију 2018/19.
Куп европских шампиона у рагбију 2018/19. (службени назив: 2018–19 European Rugby Champions Cup) је било 24. издање овог најелитнијег клупског рагби такмичења Старог континента. Генерални спонзор овог такмичења био је "Хајникен". 
Учествовало је двадесет најјачих рагби тимова из Европе, који су били подељени у пет група. Мечеви групне фазе су се играли током јесени и зиме, а свака екипа је одиграла шест утакмица у групи, три на свом терену и три у гостима. Након шест одиграних кола, пет првопласираних екипа и три најбоље другопласиране екипе отишле су у завршницу такмичења. 
У четвртфиналу и полуфиналу није било прилике за поправни, дакле играла се само једна утакмица, а предност домаћег терена су имале екипе које су освојиле више бодова у групној фази Купа европских шампиона. Финале је одиграно у колевци рагбија, Енглеској, у граду Њукаслу. На фудбалском стадиону Сент Џејмс парк, за "ушати" пехар су се борили, ирски гигант Ленстер и енглески рагби клуб "Сараценси". После велике борбе, Сараценси су заслужено освојили трећу титулу првака Европе.

## Тимови учесници
Ове сезоне, у Купу шампиона је учествовало седам енглеских рагби клубова, шест француских рагби клубова и седам клубова и покрајинских тимова из такмичења "Про 14". 
|    | Тим                             | Стадион                        | Тренер         | Капитен             |
| -- | ------------------------------- | ------------------------------ | -------------- | ------------------- |
| 1  | Кардиф (Велс)                   | Кардиф Армс парк, (12 125)     | Џон Малвил     | Елис Џенкинс        |
| 2  | Скарлетс (Велс)                 | Парк Скарлетс (14 870)         | Вејн Пивац     | Кен Овенс           |
| 3  | Глазгов вориорси (Шкотска)      | Стадион Скотсдаун (7 351)      | Дејв Рени      | Калам Гибинс        |
| 4  | Единбург (Шкотска)              | Стадион Марифилд (67 000)      | Ричард Кокерил | Стјуарт Макинли     |
| 5  | Алстер рагби (Северна Ирска)    | Стадион Кингспан (18 196)      | Ден Мекферланд | Рори Бест           |
| 6  | Ленстер рагби (Република Ирска) | Стадион Рејвенхил (18 00)      | Лео Кален      | Џонатан Секстон     |
| 7  | Манстер рагби (Република Ирска) | Томонд Парк (25 600)           | Јохан ван Гран | Питер О’Махони      |
| 8  | Олимпик Кастр (Француска)       | Стадион Пјер Антоин (12 500)   | Кристоф Уријо  | Родриго Капо Ортега |
| 9  | Олимпик Лион (Француска)        | Жерлан (25 000)                | Пјер Мињони    | Жулијен Пурисели    |
| 10 | Монпеље (Француска)             | Стадион Алтрад (15 000)        | Верн Котер     | Фулџенсе Куедраго   |
| 11 | Расинг 92 (Француска)           | Арена Париз ла дефенс (30 000) | Лорен Лабит    | Димитри Сарзевски   |
| 12 | Тулон (Француска)               | Стадион Мажол (18 000)         | Патрис Коласо  | Метју Бастаро       |
| 13 | Стад Тулуз (Француска)          | Стадион Ернест Валон (19 500)  | Уго Мола       | Жулијен Марчанд     |
| 14 | Бат (Енглеска)                  | Рекрејшон граунд (14 500)      | Тод Блекедер   | Мет Џерви           |
| 15 | Ексетер Чифс (Енглеска)         | Сенди парк (12 800)            | Роб Бакстер    | Џек Јендли          |
| 16 | Лестер тајгерси (Енглеска)      | Велфорд роуд (25 800)          | Џордан Марфи   | Том Јангс           |
| 17 | Глостер рагби (Енглеска)        | Стадион Кингсхолм (16 100)     | Дејвид Хемфрис | Вил Хајнц           |
| 18 | Њукасл (Енглеска)               | Кингстон парк (10 200)         | Дин Ричардс    | Вил Велч            |
| 19 | Сараценс (Енглеска)             | Алијанц парк (10 000)          | Марк Мекол     | Бред Берит          |
| 20 | Воспс (Енглеска)                | Рико Арена (32 600)            | Деј Јанг       | Џо Лончбери         |

## Жреб
Жреб за групну фазу одржан је у Лозани, у Швајцарској 20.6.2018. Двадесет најјачих европских рагби тимова су распоређени у четири шешира. Пласман у домаћим такмичењима се узимао у обзир, па су најбоље пласирани тимови логично били у првом шеширу. 

### Први шешир
- Сараценси (Енглеска)
- Ленстер (Република Ирска)
- Олимпик Кастр (Француска)
- Скарлетси (Велс)
- Монпеље (Француска)

### Други шешир
- Ексетер чифси (Енглеска)
- Воспси (Енглеска)
- Њукасл фалконси (Енглеска)
- Глазгов вориорси (Шкотска)
- Расинг 92 (Француска)

### Трећи шешир
- Манстер (Република Ирска)
- Единбург (Шкотска)
- Стад Тулуз (Француска)
- Олимпик Лион (Француска)
- Лестер тајгерси (Енглеска)

### Четврти шешир
- Алстер (Северна Ирска)
- Тулон (Француска)
- Кардиф блузси (Велс)
- Глостер (Енглеска)
- Бат (Енглеска)

## Групна фаза
Вољом жреба, двадесет најквалитетнијих европских рагби тимова је распоређено у пет група по четири екипе. У групној фази играло се двокружно. 4 бода се добијало за победу и 2 бода за нерешено, а у завршницу такмичења пролазиле су првопласиране екипе и три најбоље другопласиране. Један бонус бод се добијао за 4 или више постигнутих есеја на једној утакмици и један бонус бод за пораз мањи од 8 поена разлике. 
Групна фаза се играла током јесени и зиме, тачније од средине октобра до средине јануара. У случају истог броја бодова после шест одиграних кола, одлучивали су:
- Међусобни дуели
- Поен разлика
- Више постигнутих есеја

### Група 1
- Ленстер - Воспси 52-3
- Бат - Стад Тулуз 20-22
- Воспси - Бат 35-35
- Стад Тулуз - Ленстер 28-27
- Бат - Ленстер 10-17
- Воспси - Стад Тулуз 16-24
- Стад Тулуз - Воспси 42-27
- Ленстер - Бат 42-15
- Ленстер - Стад Тулуз 29-13
- Бат - Воспси 18-16
- Стад Тулуз - Бат 20-17
- Воспси - Ленстер 19-37

| Табела        | ИГ | Д | Н | И | ПД  | ПП  | ББ | Бод. |
| ------------- | -- | - | - | - | --- | --- | -- | ---- |
| 1. Ленстер    | 6  | 5 | 0 | 1 | 204 | 88  | 5  | 25   |
| 2. Стад Тулуз | 6  | 5 | 0 | 1 | 149 | 136 | 1  | 21   |
| 3. Бат        | 6  | 1 | 1 | 4 | 115 | 152 | 4  | 10   |
| 4. Воспси     | 6  | 0 | 1 | 5 | 134 | 190 | 2  | 4    |

### Група 2
- Ексетер чифси - Манстер 10-10
- Глостер - Олимпик Кастр 19-14
- Олимпик Кастр - Ексетер чифси 29-25
- Манстер - Глостер 36-22
- Ексетер чифси - Глостер 19-27
- Манстер - Олимпик Кастр 30-5
- Глостер - Ексетер чифси 17-29
- Олимпик Кастр - Манстер 13-12
- Глостер - Манстер 15-41
- Ексетер чифси - Олимпик Кастр 34-12
- Олимпик Кастр - Глостер 24-22
- Манстер - Ексетер чифси 9-7

| Табела           | ИГ | Д | Н | И | ПД  | ПП  | ББ | Бод. |
| ---------------- | -- | - | - | - | --- | --- | -- | ---- |
| 1. Манстер       | 6  | 4 | 1 | 1 | 138 | 72  | 3  | 21   |
| 2. Ексетер чифси | 6  | 2 | 1 | 3 | 124 | 104 | 4  | 14   |
| 3. Олимпик Кастр | 6  | 3 | 0 | 3 | 97  | 142 | 2  | 14   |
| 4. Глостер       | 6  | 2 | 0 | 4 | 122 | 163 | 0  | 9    |

### Група 3
- Олимпик Лион - Кардиф блузси 21-30
- Глазгов вориорси - Сараценси 3-13
- Сараценси - Олимпик Лион 29-10
- Кардиф блузси - Глазгов вориорси 12-29
- Олимпик Лион - Глазгов вориорси 22-42
- Сараценси - Кардиф блузси 51-25
- Глазгов вориорси - Олимпик Лион 21-10
- Кардиф блузси - Сараценси 14-26
- Глазгов вориорси - Кардиф блузси 33-24
- Олимпик Лион - Сараценси 10-28
- Кардиф блузси - Олимпик Лион 33-14
- Сараценси - Глазгов вориорси 38-19

| Табела              | ИГ | Д | Н | И | ПД  | ПП  | ББ | Бод. |
| ------------------- | -- | - | - | - | --- | --- | -- | ---- |
| 1. Сараценси        | 6  | 6 | 0 | 0 | 185 | 81  | 4  | 28   |
| 2. Глазгов вориорси | 6  | 4 | 0 | 2 | 147 | 119 | 3  | 19   |
| 3. Кардиф блузси    | 6  | 2 | 0 | 4 | 138 | 174 | 2  | 10   |
| 4. Олимпик Лион     | 6  | 0 | 0 | 6 | 87  | 183 | 0  | 0    |

### Група 4
- Скарлетси - Расинг 92 13-14
- Алстер - Лестер тајгерси 24-10
- Лестер тајгерси - Скарлетси 45-27
- Расинг 92 - Алстер 44-12
- Скарлетси - Алстер 24-25
- Расинг 92 - Лестер тајгерси 36-26
- Алстер - Скарлетси 30-15
- Лестер тајгерси - Расинг 92 11-34
- Алстер - Расинг 92 26-22
- Скарлетси - Лестер тајгерси 33-10
- Лестер тајгерси - Алстер 13-14
- Расинг 92 - Скарлетси 46-33

| Табела             | ИГ | Д | Н | И | ПД  | ПП  | ББ | Бод. |
| ------------------ | -- | - | - | - | --- | --- | -- | ---- |
| 1. Расинг 92       | 6  | 5 | 0 | 1 | 196 | 121 | 6  | 26   |
| 2. Алстер          | 6  | 5 | 0 | 1 | 131 | 128 | 2  | 22   |
| 3. Скарлетси       | 6  | 1 | 0 | 5 | 145 | 170 | 3  | 7    |
| 4. Лестер тајгерси | 6  | 1 | 0 | 5 | 115 | 168 | 3  | 7    |

### Група 5
- Монпеље - Единбург 21-15
- Тулон - Њукасл фалконси 25-26
- Единбург - Тулон 40-14
- Њукасл фалконси - Монпеље 23-20
- Единбург - Њукасл фалконси 31-13
- Тулон - Монпеље 38-28
- Монпеље - Тулон 34-13
- Њукасл фалконси - Единбург 8-21
- Монпеље - Њукасл фалконси 45-8
- Тулон - Единбург 17-28
- Единбург - Монпеље 19-10
- Њукасл фалконси - Тулон 24-27

| Табела             | ИГ | Д | Н | И | ПД  | ПП  | ББ | Бод. |
| ------------------ | -- | - | - | - | --- | --- | -- | ---- |
| 1. Единбург        | 6  | 5 | 0 | 1 | 154 | 83  | 3  | 23   |
| 2. Монпеље         | 6  | 3 | 0 | 3 | 158 | 116 | 4  | 16   |
| 3. Тулон           | 6  | 2 | 0 | 4 | 134 | 180 | 2  | 10   |
| 4. Њукасл фалконси | 6  | 2 | 0 | 4 | 102 | 169 | 1  | 9    |

## Завршница такмичења
У завршницу такмичења су прошли:
- Расинг 92 (Француска)
- Стад Тулуз (Француска)
- Алстер (Северна Ирска)
- Ленстер (Република Ирска)
- Манстер (Република Ирска)
- Единбург (Шкотска)
- Глазгов вориорси (Шкотска)
- Сараценси (Енглеска)

Завршница такмичења је одиграна на пролеће, а у финалу у Њукаслу, енглески представник Сараценс је био бољи од ирског покрајинског тима Ленстера. 
|  | Четвртфинале        | Четвртфинале       |                      |    | Полуфинале | Полуфинале |  |  | Финале | Финале |
|  |                     |                    |                      |    |            |            |  |  |        |        |
|  | 30. март - Лондон   |                    |                      |    |            |            |  |  |        |        |
|  |                     |                    |                      |    |            |            |  |  |        |        |
|  | Сараценси           | 56                 |                      |    |            |            |  |  |        |        |
|  | Сараценси           | 56                 | 20. април - Ковентри |    |            |            |  |  |        |        |
|  | Глазгов вориорси    | 27                 |                      |    |            |            |  |  |        |        |
|  | Глазгов вориорси    | 27                 | Сараценси            | 32 |            |            |  |  |        |        |
|  | 30. март - Единбург |                    | Сараценси            | 32 |            |            |  |  |        |        |
|  |                     | Манстер            | 16                   |    |            |            |  |  |        |        |
|  | Единбург            | Манстер            | 16                   | 13 |            |            |  |  |        |        |
|  | Единбург            |                    | 11. мај - Њукасл     | 13 |            |            |  |  |        |        |
|  | Манстер             | 17                 |                      |    |            |            |  |  |        |        |
|  | Манстер             | 17                 | Сараценси            | 20 |            |            |  |  |        |        |
|  | 30. март - Даблин   |                    | Сараценси            | 20 |            |            |  |  |        |        |
|  |                     | Ленстер            | 10                   |    |            |            |  |  |        |        |
|  | Ленстер             | Ленстер            | 10                   | 21 |            |            |  |  |        |        |
|  | Ленстер             | 21. април - Даблин |                      | 21 |            |            |  |  |        |        |
|  | Алстер              | 18                 |                      |    |            |            |  |  |        |        |
|  | Алстер              | 18                 | Ленстер              | 30 |            |            |  |  |        |        |
|  | 31. март - Париз    |                    | Ленстер              | 30 |            |            |  |  |        |        |
|  |                     | Стад Тулуз         | 12                   |    |            |            |  |  |        |        |
|  | Расинг              | Стад Тулуз         | 12                   | 21 |            |            |  |  |        |        |
|  | Расинг              |                    |                      | 21 |            |            |  |  |        |        |
|  | Стад Тулуз          | 22                 |                      |    |            |            |  |  |        |        |
|  | Стад Тулуз          | 22                 |                      |    |            |            |  |  |        |        |

### Четвртфинале
Единбург - Манстер 13-17
- Стадион: Стадион Марифилд, Единбург
- Гледалаца: 36 000
- Главни судија: Паскал Газер, Француска

Поени за Единбург:
- Крис Дин есеј
- Џеко ван дер Валт претварање
- Џеко ван дер Валт 2 казне

Поени за Манстер:
- Кејт Ерлс 2 есеј
- Џо Кербери претварање
- Тајлер Блејендејл претварање
- Тајлер Бјелендејл казна

Сараценси - Глазгов вориорси 56-27
- Стадион: Алијанц парк, Лондон
- Гледалаца: 11 000
- Главни судија: Најџел Овенс, Велс

Поени за Сараценсе:
- Лијам Вилијамс 2 есеја
- Дејвид Стритл 2 есеја
- Бред Берит есеј
- Џејми Џорџ есеј
- Ник Томпкинс есеј
- Алекс Лозовски 6 претварања
- Алекс Лозовски 3 казне

Поени за Глазгов:
- Али Прајс есеј
- Џорџ Хорн есеј
- Мет Фегерсон есеј
- Адам Хејстингс 3 претварања
- Адам Хејстингс 2 казне

Ленстер - Алстер 21-18
- Стадион: Стадион Авива, Даблин
- Гледалаца: 51 000
- Главни судија: Ромејн Поат, Француска

Поени за Ленстер:
- Рос Бирн есеј
- Адам Бирн есеј
- Роси Бирн претварање
- Рос Бирн 3 казне

Поени за Алстер:
- Керијан Тридвел есеј
- Лук Маршал есеј
- Џон Кони претварање
- Џон Кони 2 казне

Расинг 92 - Стад Тулуз 21-22
- Стадион: Арена Париз ла дефенс, Париз
- Гледалаца: 26 000
- Главни судија: Лук Пирс, Енглеска

Поени за Расинг 92:
- Теди Томас есеј
- Камиле Чет есеј
- Максим Машенод претварање
- Максим Машенод 3 казне

Поени за Стад Тулуз:
- Антоан Дупонт 2 есеја
- Максим Медард есеј
- Зек Холмс претварање
- Ромејн Нтамак претварање
- Томас Рамос казна

### Полуфинале
Сараценси - Манстер 32-16
- Стадион: Рико Арена, Ковентри
- Гледалаца: 16 000
- Главни судија: Метју Рејнал, Француска

Поени за Сараценсе:
- Мајкл Роудс есеј
- Били Вунипола есеј
- Овен Фарел 2 претварања
- Овен Фарел 6 казни

Поени за Манстер:
- Дерен Свитнем есеј
- Хенрехем претварање
- Конор Мари казна
- Тајлер Блејендејл 2 казне

Ленстер - Стад Тулуз 30-12
- Стадион: Стадион Авива, Даблин
- Гледалаца: 42 000
- Главни судија: Вејн Барнс, Енглеска

Поени за Ленстер:
- Џејмс Лов есеј
- Лук Мекгрет есеј
- Скот Ферди есеј
- Џонатан Секстон 3 претварања
- Џонатан Секстон 2 казне
- Рос Бирн казна

Поени за Стад Тулуз:
- Ромејн Нтамак казна
- Томас Рамос 3 казне

### Финале
У ову сезону Ленстер и Сараценси су ушли са великим амбицијама. Ленстер је у финалу водио 10-0, али су Сараценси преокренули резултат и на крају ипак заслужено освојили титулу првака Европе. 
Сараценси - Ленстер 20-10
- Стадион: Сент Џејмс парк, Њукасл
- Гледалаца: 51 000
- Главни судија: Жереми Гарсија, Француска

Састав Ленстера:
- Главни тренер - Лео Кален

- Стартна постава

- 1. Леви стуб - Кијан Хили
- 2. Талонер - Шон Кронин
- 3. Десни стуб - Тед Фурлонг
- 4. Леви скакач - Девин Тонер
- 5. Десни скакач - Џејмс Рајан
- 6. Затворени крилни - Скот Фарди
- 7. Отворени крилни - Шон Обрајан
- 8. Осмица - Џек Конан
- 9. Деми - Лук Мекгрет
- 10. Отварач - Џонатан Секстон (капитен)
- 11. Лево крило - Џејмс Лов
- 12. Први центар - Роби Хеншов
- 13. Други центар - Гери Рингрос
- 14. Десно крило - Џордан Лермур
- 15. Аријер - Роб Карни

- Резерве

- 16. Џејмс Трејси
- 17. Џек Мекгрет
- 18. Мајкл Бент
- 19. Рис Рудок
- 20. Макс Диген
- 21. Хју Осаливен
- 22. Рос Бирн
- 23. Рори Олефин

Састав Сараценса:
- Главни тренер - Марк Мекол

- Стартна постава

- 1. Леви стуб - Мако Вунипола
- 2. Талонер - Џејми Џорџ
- 3. Десни стуб - Тити Ламосителе
- 4. Леви скакач - Вил Скелтон
- 5. Десни скакач - Џорџ Крус
- 6. Затворени крилни - Маро Итоже
- 7. Отворени крилни - Џексон Вреј
- 8. Осмица - Били Вунипола
- 9. Деми - Бен Спенсер
- 10. Отварач - Овен Фарел
- 11. Лево крило - Шон Мејтланд
- 12. Први центар - Бред Берит (капитен)
- 13. Други центар - Алекс Лозовски
- 14. Десно крило - Лијам Вилијамс
- 15. Аријер - Алекс Гуд

- Резерве

- 16. Џо Греј
- 17. Ричард Барингтон
- 18. Винсент Кох
- 19. Ник Исикви
- 20. Шалк Бургер
- 21. Ричард Виглсворт
- 22. Ник Томпкинс
- 23. Дејвид Стритл

Поени за Сараценсе:
- Шон Мејтланд есеј
- Били Вунипола есеј
- Овен Фарел 2 претварања
- Овен Фарел 2 казне

Поени за Ленстер:
- Тед Фурлонг есеј
- Џонатан Секстон казна
- Џонатан Секстон претварање

| Сарасенси | 20 - 10 | Ленстер |
| --------- | ------- | ------- |
|           |         |         |

| Клупски шампион Европе у рагбију 2019. |
| -------------------------------------- |
| Сарасенси Трећа евро титула.           |

## Публика
Гледаност тимова (Публика на домаћем терену.)
- 1. Ленстер 34 000 навијача по утакмици
- 2. Манстер 23 000
- 3. Лестер тајгерси 19 000
- 4. Стад Тулуз 17 000
- 5. Расинг 17 000
- 6. Единбург 15 000
- 7. Воспси 14 000
- 8. Алстер 14 000
- 9. Бат 13 000
- 10. Тулон 12 000
- 11. Олимпик Лион 12 000
- 12. Глостер 12 000
- 13. Ексетер чифси 12 000
- 14. Сараценси 11 000
- 15. Олимпик Кастр 9 000
- 16. Кардиф блузси 9 000
- 17. Монпеље 8 000
- 18. Скарлетси 7 000
- 19. Глазгов вориорси 7 000
- 20. Њукасл фалконси 6 000

## Статистика

### Статистика тимова
- Највећа победа Ленстер - Воспс 52-3
- Највише есеја на утакмици 8 Ленстер против Воспса
- Највећа посета на трибинама 51 930 Финале Ленстер - Сараценси

### Статистика играча
- Највише поена у мечу 26 Џо Кербери за Манстер против Глостера
- Највише погођених пенала у мечу 6 Овен Фарел за Сараценсе против Манстера
- Највише погођених претварања у мечу 6 Алекс Лозовски за Сараценсе против Глазгова

Највише поена
- 1. Овен Фарел 89 поена
- 2. Џеко ван дер Валт 73
- 3. Томас Рамос 72
- 4. Џо Кербери 70
- 5. Адам Хејстингс 61
- 6. Руан Пијенар 56
- 7. Џони Секстон 53
- 8. Фин Расел 48
- 9. Герет Енскомб 44
- 10. Џорџ Форд 43

Највише есеја
- 1. Џејкоб Стокдејл 6 есеја
- 2. Шон Кронин 6
- 3. Хенри Имелман 5
- 4. Стеф Еванс 5
- 5. Хуан Имхоф 5
- 6. Шон Мејтланд 5
- 7. Симон Зебо 5
- 8. Антоин Дупонт 5

## Видео снимци
Преглед финала Купа европских шампиона Ленстер - Сараценси
Leinster Rugby v Saracens Final Highlights 11.05.19 - YouTube
Најбољи есеји групне фазе Купа европских шампиона
Best Tries of the Pool Stage | Heineken Cup 2018/19 - YouTube